# Hyukoh
hyukoh (del coreano: 혁오) es una banda independiente surcoreana de los sellos discográficos DRDRamc y HIGHGRND. Formada oficialmente en mayo de 2014, la banda está formada por Oh Hyuk, Im Dong-gun, Lim Hyun-jae y Lee In-woo, todos nacidos en el año 1993.
Debido a que ambos padres son profesores universitarios, el vocalista Oh Hyuk fue criado en varias ciudades de China (Jilin, Shenyang y Beijing) desde los 5 meses de edad hasta los 19 años[cita requerida]. Después de terminar la preparatoria en 2012, Oh Hyuk se mudó a Corea por su cuenta para perseguir la música a tiempo completo lejos de la fuerte oposición de sus padres. La música de Hyukoh es predominantemente en inglés, con algo de coreano y chino[cita requerida]. Oh Hyuk es trilingüe y es el único compositor en casi toda su música[cita requerida].

## Carrera musical

### 2014–presente: Comienzos y ascenso a la fama
Hyukoh lanzó su debut EP 20 el 18 de septiembre de 2014. Ellos experimentaron un éxito moderado en la escena musical underground, a menudo vendiendo lugares de pequeña escala.
En 2015, la banda se hizo muy conocida en Corea del Sur después de participar en el Summer Music Festival en el popular programa de variedades coreano Infinite Challenge. La banda recibió respuestas positivas de los críticos y del público, figurando entre los diez primeros de la lista Billboard World Albums Chart dos meses después del lanzamiento de su segundo miniálbum 22. Su éxito repentino suele atribuirse a su aparición en el programa, además del talento musical de la banda.
El 21 de julio de 2015, el rapero y productor discográfico coreano-canadiense Tablo reveló a Hyukoh como el primer acto que firmaría con su sello independiente HIGHGRND (léase "High Ground"), filial del conglomerado de medios coreano YG Entertainment.
En noviembre, el líder de la banda, Oh Hyuk, apareció en la banda sonora original del drama coreano Reply 1988, con una nueva versión de «A Little Girl» de Lee Moon-se.
El 30 de abril y el 2 de mayo de 2016, la banda se presentó en el Strawberry Music Festival en Shanghái y Beijing, representando a las bandas independientes coreanas. También están incluidos en la alineación actuación en el Summer Sonic Festival en Japón en agosto de 2016.
Sin su banda, Oh Hyuk, una vez más apareció en el programa de variedades coreano Infinite Challenge el 31 de diciembre de 2016 para el episodio Hip Hop & History Special. Realizó «Your Night» junto con Hwang Kwanghee y Gaeko como artista destacado. La canción encabezó todas las listas coreanas después de su lanzamiento. Con IU, una popular solista femenina coreana, una canción que escribieron y compusieron juntos «Can't Love You Anymore» encabezó las listas de música coreana después de que la publicaron el 7 de abril de 2017.

## Miembros
- Oh Hyuk (오혁) 5 de octubre de 1993 (31 años) – vocales, guitarra, compositor[4]
- Lim Hyun-jae (임현제) 31 de julio de 1993 (31 años) – guitarra líder[4]
- Im Dong-gun (임동건) 4 de abril de 1993 (31 años) – bajo[4]
- Lee In-woo (이인우) 4 de junio de 1993 (31 años) – batería[4]

## Controversia
Después de su ascenso a la fama, Hyukoh ha enfrentado múltiples acusaciones de plagio. En 2015, los usuarios de Internet sugirieron que su canción «Lonely» se derivó de «1517» de la banda germano-noruega The Whitest Boy Alive, mientras que «Panda Bear» fue comparado con «Dodi» de Yumi Zouma. El 24 de julio, HIGHGRND publicó un comunicado dirigiéndose a estos rumores, afirmando que Hyukoh había recibido elogios en «Lonely» del líder de The Whitest Boy Alive Erlend Øye después de realizar la pista como apertura para él mientras visitaba Corea. La etiqueta también aclaró que «Panda Bear» fue lanzado meses antes de «Dodi» de Yumi Zouma, haciendo imposible el plagio sospechoso.
«Panda Bear» se enfrentó a las acusaciones de nuevo como una copia de «Golden Age» de la banda independiente estadounidense Beach Fossils. Estas sospechas fueron promovidas por un tuit ahora eliminado de Beach Fossils sugiriendo que Hyukoh había mezclado «Golden Age» para crear «Panda Bear». El líder Oh Hyuk de Hyukoh más tarde publicó una captura de pantalla de este Tuit a su cuenta de Instagram agresivamente refutando las reclamaciones.

## Discografía

### Álbumes de estudio
| Título                                                                                      | Detalles del álbum                                                                                               | Posiciones en las listas | Posiciones en las listas | Posiciones en las listas | Ventas |
| Título                                                                                      | Detalles del álbum                                                                                               | COR                      | JPN                      | US World                 | Ventas |
| ------------------------------------------------------------------------------------------- | --- | ------------------------ | ------------------------ | ------------------------ | ------ |
| 23                                                                                          | - Fecha de lanzamiento: 24 de abril de 2017 - Etiqueta(s): HIGHGRND, JINNI MUSIC - Formato: CD, descarga digital | TBA                      | TBA                      | TBA                      | TBA    |
| "—" denota los lanzamientos que no han sido publicados o no se han publicado en esa región. | |                          |                          |                          |        |

### EP
| Título                                                                                      | Detalles del álbum | Posiciones en las listas | Posiciones en las listas | Posiciones en las listas | Ventas                   |
| Título                                                                                      | Detalles del álbum | COR                      | JPN                      | US World                 | Ventas                   |
| ------------------------------------------------------------------------------------------- | --- | ------------------------ | ------------------------ | ------------------------ | ------------------------ |
| 20                                                                                          | - Fecha de lanzamiento: 18 de septiembre de 2014 - Etiqueta(s): CASHMIER RECORDS, Sony Music - Formato: CD, descarga digital | —                        | 130                      | —                        | - JPN: 720               |
| 22                                                                                          | - Fecha de lanzamiento: 28 de mayo de 2015 - Etiqueta(s): DRDRamc, LOEN Entertainment - Formato: CD, digital download        | 9                        | 112                      | 4                        | - COR: 2,498+ - JPN: 806 |
| "—" denota los lanzamientos que no han sido publicados o no se han publicado en esa región. | |                          |                          |                          |                          |

### Sencillos
| Título                      | Año  | Posiciones en las listas | Ventas (Descargas) | Álbum |
| Título                      | Año  | COR                      | Ventas (Descargas) | Álbum |
| --------------------------- | ---- | ------------------------ | ------------------ | ----- |
| «위잉위잉» (Wi Ing Wi Ing)  | 2014 | 1                        | - COR: 1,493,141+  | 20    |
| «Panda Bear»                | 2015 | 95                       | - COR: 48,267+     | —     |
| «와리가리» (Comes and Goes) | 2015 | 1                        | - COR: 1,357,375+  | 22    |
| «Hooka»                     | 2015 | 10                       | - COR: 659,354+    | 22    |
| «공드리» (Gondry)           | 2015 | 41                       | - COR: 168,436+    | 22    |
| «가죽자켓» (Leather Jacket) | 2017 | TBA                      | TBA                | 23    |
| «Tomboy»                    | 2017 | TBA                      | TBA                | 23    |
| «Wanli万里» (Wanli)         | 2017 | TBA                      | TBA                | 23    |

### Otras canciones listadas
| Título            | Año  | Posiciones en las listas | Ventas (Descargas) | Álbum |
| Título            | Año  | COR                      | Ventas (Descargas) | Álbum |
| ----------------- | ---- | ------------------------ | ------------------ | ----- |
| «Ohio»            | 2014 | 29                       | - COR: 220,262+    | 20    |
| «Lonely»          | 2014 | 91                       | - COR: 65,009+     | 20    |
| «큰새» (Big Bird) | 2015 | 37                       | - COR: 226,750+    | 22    |
| «Settled Down»    | 2015 | 83                       | - COR: 69,400+     | 22    |
| «Mer»             | 2015 | 86                       | - COR: 52,627+     | 22    |

### Videos musicales
| Año  | Título           |
| ---- | ---------------- |
| 2014 | «Wi Ing Wi Ing»  |
| 2015 | «Panda Bear»     |
| 2015 | «Comes and Goes» |
| 2015 | «Hooka»          |
| 2015 | «Gondry»         |
| 2017 | «Leather Jacket» |
| 2017 | «Tomboy»         |
| 2017 | «Wanli»          |

### Proyectos de solista
Oh Hyuk
| Año                      | Título                                                    | Notas                                                     |
| ------------------------ | --------------------------------------------------------- | --------------------------------------------------------- |
| 2015                     | «Bushwick»                                                | Como artista destacado con Mayson the Soul                |
| 2015                     | «Bawling»                                                 | Como artista destacado, producido por Primary             |
| 2015                     | «공드리» (Gondry)                                         | Como artista destacado con Lim Kim, producido por Primary |
| 2015                     | «러버» (Rubber)                                           | Como artista destacado, producido por Primary             |
| 2015                     | «Parachute»                                               | Como artista destacado con Dok2, producido por Code Kunst |
| 2015                     | «소녀» (A Little Girl)                                    | Reply 1988 OST                                            |
| 2017                     |                                                           |                                                           |
| «Your Night»             | Como artista destacado con Kwanghee y Gaeko               |                                                           |
| «Can't Love You Anymore» | Como coescritor, cocompositor, y artista destacado con IU |                                                           |

## Filmografía

### Televisión
- Infinite Challenge: 31 de diciembre de 2016 Infinite Challenge Hip Hop & History Special (Oh Hyuk)
- You Hee-yeol's Sketchbook: 3 de diciembre de 2016
- You Hee-yeol's Sketchbook: 16 de octubre de 2015
- Infinite Challenge: 4 de julio - 22 de agosto de 2015 Infinite Challenge Summer Music Festival[2]
- Show Me the Money 4: 17 de julio de 2015 colaboración en «Airbag» con Tablo
- You Hee-yeol's Sketchbook: 24 de abril de 2015

## Premios y nominaciones
| Año  | Premio                       | Categoría                     | Receptor/Trabajo nominado | Resultado |
| ---- | ---------------------------- | ----------------------------- | ------------------------- | --------- |
| 2015 | 7th MelOn Music Awards       | Top 10 Artists                | Hyukoh                    | Ganador   |
| 2015 | 7th MelOn Music Awards       | Artist of the Year            | Hyukoh                    | Nominado  |
| 2015 | 7th MelOn Music Awards       | Album of the Year             | 22                        | Nominado  |
| 2015 | 7th MelOn Music Awards       | Song of the Year              | «Comes and Goes»          | Nominado  |
| 2015 | 17th Mnet Asian Music Awards | Best Band Performance         | Hyukoh                    | Nominado  |
| 2015 | 17th Mnet Asian Music Awards | UnionPay Song of the Year     | «Comes and Goes»          | Nominado  |
| 2015 | Naver Yearly Ranking         | Most Downloaded Song          | «Wi ing Wi ing»           | Ganador   |
| 2016 | 25th Seoul Music Awards      | Performance Culture Award     | Hyukoh                    | Ganador   |
| 2016 | 30th Golden Disc Awards      | Best Rock Band Award          | Hyukoh                    | Ganador   |
| 2016 | 5th Gaon Chart K-Pop Awards  | Discovery of the Year (Indie) | Hyukoh                    | Ganador   |
| 2016 | 5th Gaon Chart K-Pop Awards  | Popular Singer of the Year    | Hyukoh                    | Nominado  |
| 2016 | 13th Korean Music Awards     | Song of the Year              | «Comes and Goes»          | Nominado  |
| 2016 | 13th Korean Music Awards     | Artist of the Year            | Hyukoh                    | Nominado  |
| 2016 | 13th Korean Music Awards     | Newcomer of the Year          | Hyukoh                    | Ganador   |
| 2016 | 13th Korean Music Awards     | Best Modern Rock Album        | 22                        | Nominado  |
| 2016 | 13th Korean Music Awards     | Best Modern Rock Song         | «Comes and Goes»          | Ganador   |
| 2016 | 13th Korean Music Awards     | Netizen's Artist of the Year  | Hyukoh                    | Nominado  |